# فريدريش كايزر (كاهن كاثوليكي)
فريدريش كايزر (بالألمانية: Friedrich Kaiser)‏ (و. 1903 – 1993 م) هو كاهن كاثوليكي ألماني، ولد في دولمن، توفي في ليما، عن عمر يناهز 90 عاماً.

## مناصب
تولى منصب أسقف كاثوليكي (منذ 7 ديسمبر 1963)
- أسقف عنواني  [لغات أخرى]‏[1]

.